# 住住
《住住》(すむすむ)，是2017年1月25日至3月28日，每週三1:29-1:59於日本电视台播出的電視連續劇，由搞笑藝人笨蛋節奏担任主演。

## 簡介
升野知英和若林正恭在剧中住在一栋公寓的同一楼层，升野知英经常到若林正恭住处做客，两个人虽然是艺人，却过着朴素的单身生活，某天他们发现女星二阶堂富美也住在同一栋公寓，不知不觉间二阶堂富美也加入了他们的阵营，艺人好友三人组诞生。剧中三人皆为本人出演。